# Albert Gregory Meyer
Pour les articles homonymes, voir Meyer et Albert Meyer (homonymie).
Albert Gregory Meyer, né le 9 mars 1903 à Milwaukee dans le Wisconsin et mort le 9 avril 1965 à Chicago, est un cardinal américain qui est archevêque de Chicago de 1958 à sa mort.

## Biographie

### Prêtre
Il fait ses études au séminaire franciscain de Milwaukee puis étudie à la théologie et la philosophie au Collège pontifical nord-américain de Rome. Il est ordonné prêtre en 1926 puis est diplômé en écrits liturgiques de l'Institut biblique pontifical en 1930.
Il retourne au séminaire de Milwaukee en 1931, tout d'abord comme professeur, puis comme recteur (1936-1946).

### Évêque
Il devient évêque du diocèse de Superior (en) en 1946, puis archevêque de Milwaukee en 1953 puis est nommé archevêque de Chicago en 1958.

### Cardinal
Lors du consistoire de décembre 1959, le pape Jean XXIII le fait cardinal avec le titre de cardinal-prêtre de S. Cecilia.